# Ортопедическая стоматология
Ортопедическая стоматология — др.гр. στόμα (στόματος) — рот + λόγος - понятие, учение; ὀρθός «прямой; правильный» + παιδεία «воспитание <детей>» — раздел общей стоматологии и самостоятельная часть общей ортопедии. Наука о распознавании, профилактике и лечении больных с аномалиями, приобретенными дефектами, повреждениями и деформациями органов жевательно-речевого аппарата.
Ортопедическая стоматология— это область клинической медицины, изучающая этиологию и патогенез болезней, аномалий, деформаций и повреждений зубов, челюстей и других органов полости рта и челюстно-лицевой области, разрабатывающая методы их диагностики, лечения и профилактики.
В своё время ортопедическая стоматология была неразрывно связана с ортодонтией, поэтому зачастую в литературе можно встретить одних и тех же основоположников данных дисциплин. В дальнейшем ортодонтия развилась как самостоятельное направление ввиду развития и усложнения как диагностики, так и методов лечения и профилактики именно деформаций зубных рядов. Профилактика данных патологий стала ключевым моментом, определившим то, что ортодонты работают с детьми. Поэтому сейчас считается, что детским зубопротезированием (как съёмным, так и несъёмным) должны заниматься именно ортодонты, а не ортопеды.
Отличительной особенностью данной специальности (частично и ортодонтии) является совместная работа с зуботехнической лабораторией, поэтому в изготовлении почти любой конструкции выделяют как клинические (выполняет стоматолог), так и лабораторные (выполняет зубной техник) этапы.

## Несъёмное протезирование
Несъемное протезирование зубов предполагает изготовление и установку постоянных, стационарных зубных протезов. В ортопедической стоматологии для несъемного протезирования используют разные виды протезов.
По сроку службы протезы делят на:
- временные;
- постоянные.

По методу изготовления протезы делят на:
- штампованные;
- литые;
- полимеризованные;
- фрезерованные.

По материалу, из которого изготовлены протезы, их делят на:
- металлические:
  - драгоценные (золото, платина);
  - полудрагоценные (титан)
  - неблагородные сплавы (хром, кобальт, никель)
- пластмассовые
- фарфоровые
- изготовленные по технологии CAD/CAM (CEREC): дисиликат лития, циркониевые и т.п.
- комбинированные (например, металлокерамика или керамика нанесённая на каркас из оксида циркония)

Конструкции, изготавливаемые из данных материалов можно разделить на коронки, мостовидные протезы (коронка+искусственный зуб), штифтовые конструкции и элементы микропротезирования: вкладки, виниры. Такие конструкции как штифтовые зубы и полукоронки (в т.ч. четвертные, восьмые и шестнадцатые) на данный момент не применяются на практике.

### Искусственные коронки
Данная конструкция фиксируется на так называемой культе зуба, заранее отпрепарированной ортопедом и полностью восстанавливает анатомическую форму зуба. Основным показанием является сильная разрушенность коронки зуба, что зачастую требует изготовления дополнительной конструкции, которая будет своеобразным фундаментом, за который будет держаться коронка искусственная - это культевая штифтовая вкладка (не путать с обычно вкладкой, которая окончательно восстанавливает зуб, а не является опорой для искусственной коронки). Аналогом культевой вкладки может выступать культя, выполненная из композиционного материала, который обычно армирован за счёт стекловолоконного штифта в корне зуба.
В случае протезирования на имплантате аналогом культи выступает абатмент.
Данные протезы могут изготавливаться как отдельно, так и соединяться в одну конструкцию с другими коронками (когда, например, коронки изготавливаются на несколько рядом стоящих зубов).
Все коронки можно поделить на 2 группы по точности повторения культи зуба: прецизионные и непрецизионные. Первые своей внутренней поверхностью точно повторяют все контуры культи зуба. Непрецизионными являются только штампованные коронки, которые плотно обжимают шейку зуба и в некоторых точках плотно прилегают к жевательной поверхности культи, а во всех остальных участках имеют большие зазоры между культёй и искусственной коронкой.
Все прецизионные коронки требуют формирования уступа, который имеет множество различных вариаций и модификаций. Формирование уступа зачастую сопряжено с ретракцией десны.

#### Штампованные коронки
Изготавливаются методом штампования металлических колпачков, изготовленных заводским путём. Для того, чтобы колпачки можно было штамповать, они изначально имеют небольшую толщину в 0,25-0,3 мм, что, конечно, является существенным недостатком. Также данным методом невозможно добиться даже приблизительно той, жевательной поверхности зуба, которая должна быть у своего зуба, из-за чего такие коронки часто являются причиной дисфункции ВНЧС, т.к. неправильная форма жевательной поверхности нарушает естественные движения нижней челюсти во время жевания. Такие коронки настолько плохо восстанавливают естественную форму зуба, что врач может по ошибке зафиксировать такую коронку задом наперёд, при этом добиться более качественного прилегания по шейке зуба. Как правило именно эти коронки являются причиной гальваноза - заболевания, причиной которому являются возникающие в полости рта микротоки (коронка+спайка+напыление - 3 разных металла - высокий фактор риска).
Так как данные коронки являются непрецизионными, они остаются единственными, для которых необходимо препарирование параллельных стенок культи (а не с конусностью), что значительно усложняет как их припасовку, так и фиксацию. Всё это в совокупности грозит снижением качества протезирования.
Несмотря на огромное количество недостатков данные коронки не теряют своей актуальности за счёт низкой стоимости и минимального (по сравнению с другими коронками) препарирования твёрдых тканей зуба.

#### Пластмассовые коронки
Используются преимущественно для передних зубов, т.к. являются более эстетичными, но при этом менее прочными, чем металлические. Они менее эстетичные и более подвержены износу в сравнении с керамическими коронками. Со временем меняют цвет и приобретают запах за счёт забивания частичек пищи в микротрещины, возникающие от постоянных жевательных нагрузок.
Основным недостатком, сводящим на нет свойство прецизионности, является усадка, которой подвержена любая стоматологическая пластмасса после полимеризации. Но в данном случае это часто приводит к невозможности до конца посадить такую коронку.
До того, как керамика стала более доступной, пластмасса часто использовалась в целях эстетики для покрытия металлической основы. Однако металлопластмассовые коронки были достаточно сложны в изготовлении. К тому же в отличие от керамики пластмасса не имеет химической связи с металлом, что часто приводило к тому, что пластассовая часть коронки теряла механическую фиксацию с металлической основой и отпадала.
Данные коронки не теряют своей актуальности, т.к. имеют относительно небольшую стоимость.Также в стоматологии есть специальные быстротвердеющие пластмассы, которые используются для быстрого изготовления временных коронок прямо в полости рта пациента.

#### Литые коронки
Как правило для точного литья используют сплавы кобальта, хрома и никеля в различных комбинаций. Благородные металлы более "мягкие", а потому такие коронки гораздо лучше припасовываются на зуб, если имеются какие-то погрешности. Одновременное протезирование благородными и неблагородными металлами может привести к возникновению гальваноза, т.к. на неблагородных сплавах будут протекать анодные реакции, а на благородных - катодные реакции (поэтому около благородного металла будет происходить импрегнация десны).
Данные коронки имеют высокую прочность и точность (за счёт современной технологии литья), наиболее качественно восстанавливают жевательную поверхность зуба, однако уступают керамике и пластмассе в эстетике. Могут применяться при протезировании на имплантатах.

#### Фарфоровые коронки
Обычно, когда говорят о керамической коронке, подразумевают комбинированную с металлом коронку, хотя сама керамика в металлокерамической коронке не отличается по составу от фарфоровой.
Не имея под собой прочного каркаса, такие коронки становятся достаточно хрупкими. Также для изготовления данной коронки необходима платиновая фольга, применение которой требует лицензии на работу с благородными металлами. Всё это в совокупности привело к тому, что фарфоровые коронки не нашли широкого применения.

#### Фрезерованные методом CAD/CAM технологий
Наиболее прочные коронки, которые могут исключать участие зубного техника в процессе изготовления, что может привести к большим сложностям в процессе припасовывания на культю зуба. Технология позволяет выбрать из библиотеки компьютера самые разнообразные анатомические формы зуба. Несмотря на то, что врач может выбрать цвет блока, данные коронки уступают в эстетике металлокерамическим коронкам, т.к. такой блок не способен имитировать оптические свойства возникающие из-за разных сред дентина, эмали и пелликулы настоящего зуба. Также при объединении нескольких коронок в одну конструкцию, возникает эффект "залитых промежутков зуба", что достаточно сложно устранить вручную и оказывает значительное влияние на эстетику.

#### Металлокерамические коронки[2]
Являются наиболее сбалансированными по всем свойствам среди остальных коронок, однако требуют высокой квалификации как врача, так и зубного техника. В лаборатории изготавливаются в 2 больших этапа: изготовление металлического каркаса и послойное нанесение керамики (метод литьевого прессования). Опаковый слой перекрывает металлический каркас, чтобы он не влиял на оптические свойства. Дентинный слой - формирует основной цвет коронки. Эмалевый слой - придаёт полупрозрачность. Глазурь - прозрачная, устраняет эффект матовости. При правильном изготовлении данные коронки являются наиболее эстетичными. Также перед нанесением глазури техник может с помощью красок сделать более естественный вид коронки: например, сделать желтоватую шейку, как у настоящих зубов или нарисовать флюорозные пятна, чтобы такая коронка не выделялась среди собственных зубов своей "идеальностью".
Такие коронки прочнее фарфоровых и пластмассовых, однако на них нельзя жевать грубую пищу, т.к. это может привести к сколу.
При низкой квалификации техника могут возникнуть трещины из-за неправильного режима обжига, а сами коронки будут внешне выглядеть не лучше пластмассовых. Также врач может допустить такие ошибки, что коронка не будет полностью досажена, либо будет иметь суперконтакты, которые в дальнейшем приведут к сколу керамики и необходимости переделывать конструкцию. Металлокерамические коронки являются наиболее дорогостоящими. Наряду с литыми коронками широко применяются при протезировании на имплантатах.

### Мостовидные протезы
Конструкция по принципу коронка+искусственный зуб. В самом обычном простейшем виде представляет собой опорные коронки, между которыми "подвешен" искусственный зуб, что и дало соответствующее название. Однако эти конструкции могут иметь и большее количество как искусственных зубов, так и опорных коронок, которые могут располагаться не только по "краям" мостовидного протеза, но и "внутри" него.
Также существует вариант мостовидного протеза, у которого опорные коронки расположены только с одной стороны от искусственного зуба. Его называют консольным. Однако такая конструкция должна выполнять несколько правил:
1. Искусственный зуб должен быть только один
2. Опорных коронок должно быть не менее двух
3. Опорные коронки располагаются дистально (в направлении от резца к моляру)

Планирование мостовидных протезов занимает отдельное место в ортопедической стоматологии, т.к. опорные зубы принимают дополнительную нагрузку от восстановленных протезом отсутствующих зубов и самого протеза (литые искусственные зубы наиболее тяжёлые по массе). Также опорные зубы  могут получать непривычную для них по направлению нагрузку (например, резец перегружен за счёт поворотного момента клыка).
Методики изготовления в основном не отличаются от коронок за исключением штампованных. Если все конструкции с искусственными зубами изготавливаются сразу вместе, то штампованные коронки делают отдельно на первом этапе, далее к ним припаивают искусственные зубы - поэтмоу такие протезы называют не просто штампованными, а штампованно-паяными.

### Штифтовые конструкции
Изначально были придуманы штифтовые зубы. Такие конструкции по задумке имели 2 части: зуб, полностью восстанавливающий коронку зуба, и штифт, укрепляющий конструкцию за счёт внедрения в корень зуба. Однако такие конструкции были сложны в изготовлении, при этом имели достаточно недостатков и были ограничены в показаниях.
С развитием материаловедения своё место в стоматологии нашли несколько видоизменённые конструкции - культевые штифтовые вкладки. В отличие от штифтового зуба, такая конструкция не восстанавливает сразу весь зуб, а только формирует культю, что позволяет провести более качественно и точное протезирование с помощью коронки, а также позволяет применять такую конструкцию во многокорневых зубах, что было невозможно в случае со штифтовым зубом.
Основной проблемой является расцементировка такой конструкции и её выпадение из корня зуба, что возможно при маленькой длине штифта (из-за кривого корня) или при нарушении протокола фиксации культевой вкладки.

### Микропротезирование
Сама теория микропротезирования опередила своё время и не сразу нашла более широкого применения, однако она и была разработана опять же ввиду несовершенства имеющихся тогда пломбировочных материалов. Вкладки являлись переходным моментом между тем, когда уже не держится пломба, но и не стоит ещё покрывать зуб коронкой. Вкладки по классике имеют 4 вариации: инлей, онлей, оверлей и пинлей.
На данный момент вкладки изготавливают из керамических масс, которые без металлического каркаса имеют риск возникновения сколов. Современные адгезивные системы позволяют хорошо фиксировать пломбировочный материал к зубу, поэтому по больше части вкладки изготавливаются в той ситуации, когда можно было бы провести реставрацию и обычным композиционным материалом.
Виниры - это уже новая школа в теории микропротезирования. Она имеет очень много подходов и вариаций, т.к. по сравнению с другими конструкциями виниры - самые "молодые" и пока что меньше других имеет отдалённые результаты, которые бы отразили эффективность тех или иных подходов. В отличие от всех прежде перечисленных конструкций, только у этой основное показание - эстетический дефект. Основные проблемы при установке виниров следующие:требуют обязательного плотнейшего прилегания (малейший просчёт - потемнение по краю) и проблема нарушения фиксации к зубу.

## Съемное протезирование

### Классификации съёмных протезов

#### По протяжённости дефекта зубного ряда
- полные
- частичные
  - протез "бабочка"

#### По материалу базиса
- металлический
- пластмассовый
  - акриловые
  - термопласты (нейлоновый протез, полипропилен, поливинилхлорид и т.п.)
  - комбинация акрила и термопласта (ацеталовый протез)
- комбинированные (бюгельный протез)

#### По методу изготовления пластмассового базиса
- метод прессования в кювете (акриловый)
- метод литьевого прессования (термопласт)

### Классификации кламмеров

#### По материалу
- металлический (акриловый, бюгельный)
- пластмассовый (нейлоновый, ацеталовый)

#### По методу изготовления
- гнутый проволочный (акриловый)
- литой (бюгельный) - имеет многочисленные варианты в классификации Нея
- полимеризованный (термопласты)

#### По функции
- опорный
- опорно-удерживающий (литой)

### Акриловый протез
Наиболее часто используемый в практической стоматологии съёмный протез. Базис данного протеза изготавливается путём полимеризации комплекса мономеров, наибольшую долю (>95%) среди которых имеет монометилметакрилат. Сшиватели, используемые для повышения прочности базиса протеза придают полиметилметакрилату свойства реактопласта, не имеющего температуру плавления в отличие от термопласта. Несмотря на то, что полиметилметакрилат является термопластом, традиционные базисные акриловые пластмассы из-за добавления сшивателей при воздействии высоких температур не плавятся (как термопласт), а сгорают (как реактопласт).
На сегодняшний день это единственный материал, из которого возможно изготовление качественного полного съёмного протеза.

### Частичный съёмный акриловый протез
Имеет в своей конструкции акриловый базис, пластмассовые искусственные зубы и кламмеры. Кламмеры могут быть гнутыми проволочными или пластмассовыми из базиса протеза (в редких случаях).

#### Этапы изготовления частичного съёмного акрилового протеза
В данной статье приведён стандартный алгоритм изготовления частичного съёмного протеза
К - клинический этап
Л - лабораторный этап
1. К - получение оттиска, определение цвета зубов
2. Л - отливка модели из медицинского гипса, изготовление окклюзионных валиков на восковых базисах
3. К - определение центральной окклюзии/ центрального соотношения челюстей, обозначение границ базиса протеза на модели
4. Л - гипсовка моделей в окклюдатор/артикулятор
5. Л - формирование воскового базиса протеза, постановка искусственных зубов и размещение кламмеров
6. К - проверка восковой композиции протеза в полости рта
7. Л - гипсовка восковой композиции в кювету
8. Л - выварка воска из кюветы, открытие кюветы, замена композиции на пластмассу
9. Л - полимеризация пластмассы, повторное открытие кюветы, обработка и полировка базиса протеза
10. К - припасовка и наложение протеза в полости рта, обучение пациента пользованию протезом

#### Методы определения центральной окклюзии
- с помощью окклюзионных валиков на восковых базисах (наиболее частый)
- регистрация прикуса с помощь силиконовых ключей или Registrado

#### Гипсовка моделей в окклюдатор
Проводится с помощью специального артикуляционного гипса, который даёт наименьший процент усадки - а значит, и наименьший риск для пациента с невозможностью "сомкнуть зубы".

#### Виды гипсовок моделей в кювету
Восковую композицию на модели погружают в одну из половин кюветы, наполненной гипсом. Основное отличие состоит в том, будут ли искусственные зубы также погружаться в гипс с восковой композицией или будут захвачены гипсом из второй половины кюветы в момент её закрытия.
- прямая - после выварки воска искусственные зубы остаются в той половине кюветы, куда была погружена восковая композиция протеза
- обратная - после выварки воска искусственные зубы остаются во второй половине кюветы
- комбинированная - после выварки воска часть искусственных зубов остаётся в одной половине кюветы, а часть во второй

#### Ошибки при полимеризации пластмассы
Дают в конечном результате либо пористость внутри протеза, либо участки напряжения. Всё это может привести к быстрой поломке протеза. Ошибки могут быть обусловлены быстрым нагревом (газовая пористость) или быстрым охлаждением (внутреннее напряжение) кюветы, неправильными подобранными пропорциями мономера и катализатора (гранулярная пористость), либо недостаточным давлением при прессовании кюветы с внесённой в неё массой (пористость сжатия). Последнее может быть обусловлено тем, что прессовка проводится с запозданием: эффективная прессовка возможна только в тестоподобную стадию, которая со временем переходит в резиноподобную. Также эта ошибка может обуславливать явление грата на протезе.

## Комбинированное протезирование
Комбинированное протезирование — протезирование ортопедическими изделиями, состоящими из элементов частей съёмного и несъёмного протезирования.

## Челюстно-лицевое протезирование
Включает в себя изготовление: протезов, восполняющих постоперационные или посттравматические дефекты челюстно-лицевой области в результате; протезов, формирующих протезное ложе непосредственно после операции для более благоприятных условий дальнейшего протезирования; специальных аппаратов при различных аномалиях челюстно-лицевой области (например, расщелина нёба или микростомия).
Данное направление единственное в ортопедической стоматологии, которое может проводиться не только в амбулаторных, но и в стационарных условиях. Также  это направление является наиболее сложным и при этом наименее развитым ввиду ряда факторов: недоступность материалов, плохо развитая маршрутизация пациентов на послеоперационном этапе, очень высокая высокая стоимость протезов и аппаратов, необходимость наличие целого ряда дополнительного оборудования в зуботехнической лаборатории, которое имеет малую перспективу окупаемости, а также слабая теоретическая база, которая по сути вынуждает ортопеда, занявшимся таким пациентом, быть первооткрывателем в этой области, т.к. это направление имеет мало школ, которые ещё менее доступны для получения квалификации врачами.